# Astrobiologia

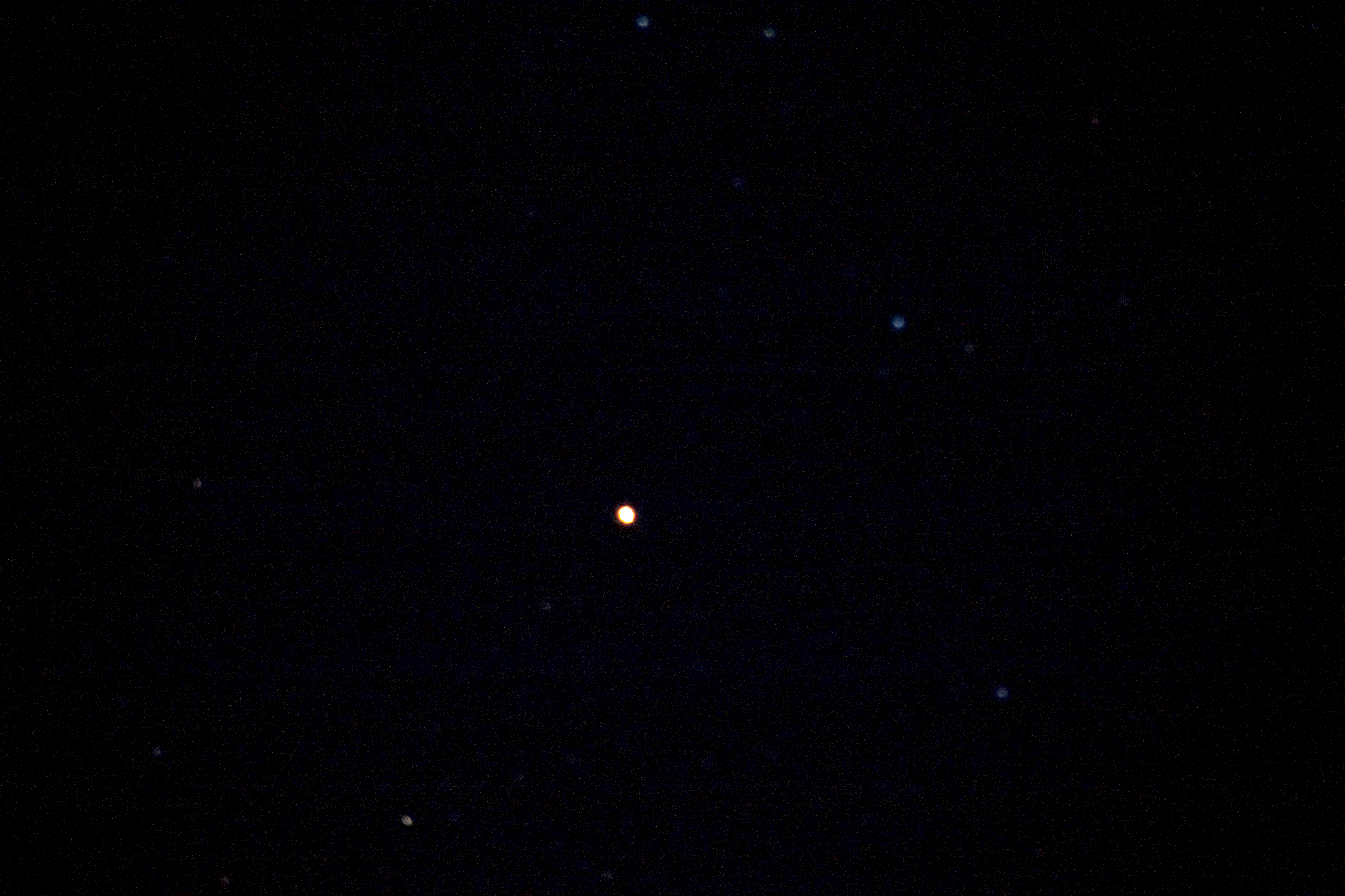
Mart entre estrelles

L'astrobiologia (del grec àstron = 'estrella', bios = 'vida' i logos = 'paraula/ciència'), també coneguda com a exobiologia (del grec: exo = 'exterior'), és un camp científic interdisciplinari que està relacionat amb ciències tals com l'astrofísica, la biologia, la química, la geologia, la informàtica o l'antropologia. El seu camp d'estudi és ample i es dedica principalment a investigar l'origen de la vida a la Terra i la possibilitat que aquests processos s'hagin produït en altres mons. És considerada l'única disciplina científica que es dedica a la recerca de vida extraterrestre, a diferència de la ufologia que es considera una pseudociència.
Algunes de les preguntes a les quals mira de respondre l'astrobiologia són les següents: 
- Què és la vida?
- Com va sorgir la vida a la Terra?
- Com evoluciona i es desenvolupa?
- Hi ha vida (vida extraterrestre) en altres llocs de l'univers?
- Quin és el futur de la vida en la Terra i en altres llocs?

Aquestes preguntes fan que l'astrobiologia sigui una ciència amb profundes implicacions filosòfiques.
Així també fa ús principalment d'una combinació de les disciplines de física, química, astronomia, astrofísica, biologia molecular, ecologia, ciències planetàries i geologia per a l'estudi de la possibilitat de vida en altres planetes i ajuda a reconèixer biosferes que puguin ser diferents a les de la Terra. L'origen i l'evolució primerenca de la vida és una part inseparable de la disciplina de l'astrobiologia. L'astrobiologia s'ocupa de la interpretació de les dades científiques, principalment de hipòtesi que s'ajusten fermament a les teories científiques existents. Donats les dades més detallades i confiables sobre altres parts de l'univers, les arrels de l'astrobiologia -física, química i biologia- poden tenir les seves bases teòriques en dubte.
Aquest camp interdisciplinari abasta la investigació sobre l'origen i l'evolució dels sistema planetari, els orígens dels compostos orgànics a l'espai, les interaccionis roca-aigua-carboni, l'abiogènesi a la Terra, la habitabilitat planetària, la investigació sobre biosignatures per a la detecció de la vida, i els estudis sobre les possibilitats que la vida s'adapti als desafiaments de la Terra i de l'espai exterior. Altrament, un nou camp d'investigació de l'astrobiologia és la detecció de tecnosignatures (senyals de l'existència de civilitzacions extraterrestres) als exoplanetes.
La química de la vida va poder haver començat poc després del big-bang, fa 13.800 milions d'anys, durant una època habitable quan l'Univers tenia entre 10 a 17 milions d'anys. Segons la hipòtesi de la Panspèrmia, la vida microscòpica -distribuïda per meteorits, asteroides i altres cossos petits del Sistema Solar- pot existir en tot l'univers. Segons una investigació publicada a l'agost de 2015, les galàxies més grans poden ser més propícies per a la creació i desenvolupament de planetes habitables que les galàxies més petites com la Via Làctia. No obstant això, la Terra és l'únic lloc en l'univers conegut per l'ésser humà que conté vida. Estimacions de zones habitables al voltant d'altres estrelles, de vegades referides com a "zones de Rinxolets d'Or", juntament amb el descobriment de centenars de planetes extrasolars i nous coneixements sobre hàbitats extrems aquí a la Terra, suggereixen que pot haver-hi més llocs habitables en l'univers dels quals es van considerar com a possibles fins fa poc.
Els estudis actuals al planeta Mart duts a terme pels exploradors Curiosity i Perseverance estan buscant evidències de la vida passada, així com en les planícies relacionades amb els rius o llacs antics que puguin haver estat habitables en el passat. La recerca d'evidència de habitabilitat, tafonomia (relacionada amb fòssils) i molècules orgàniques al planeta Mart és ara un objectiu primari de la NASA i la Agència Espacial Europea.

## Generalitats

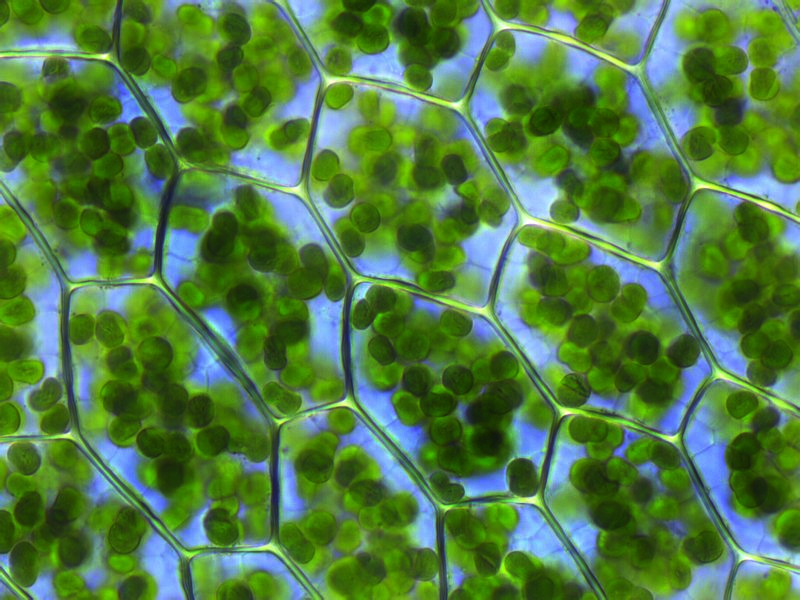
Es desconeix si la vida en altres llocs de l'univers utilitzaria estructures cel·lulars com les que es troben a la Terra., a la imatge es mostren els cloroplasts a les cèl·lules vegetals.

### Etimologia
La paraula astrobiologia ve del grec astron, estel; bios, vida; i logos, paraula/ciència; ocasionalment també és anomenada xenobiologia (del grec xenos, forà), exobiologia (del grec exo, exterior) o bioastronomia, és a dir, el significat literal d'astrobiologia és la ciència de la vida en el cosmos, la ciència de la vida exterior o forana (extraterrestre), ja sigui vida del passat, present o futur.

### Ciències relacionades
L'astrobiologia és una ciència multidisciplinària que es forma de l'especialització i la unió de diverses disciplines científiques com són l'astronomia, l'astrofísica, la biologia, la química i la geologia. Addicionalment, les principals ciències auxiliars de l'astrobiologia són la matemàtica, l'informàtica i l'estadística.

### Descripció
La disciplina de l'astrobiologia des de fa anys ha deixat de ser cosa de ciència-ficció. Diferents institucions científiques i educatives de tot el món es dediquen científicament a la recerca de vida a altres planetes.
Encara que l'astrobiologia és un camp incipient, el fet de preguntar-se si hi ha vida fora de la Terra és una hipòtesi verificable, i per tant, és una línia viable per a la investigació científica. L'astrobiologia no pretén ser una disciplina científica pura, com ho és la física o la biologia, sinó que representa un esforç per part d'investigadors de diferents disciplines per a intentar respondre preguntes sobre la vida basant-se en el coneixement de diferents camps científics. Com que només tenim un exemple de vida (aquí a la Terra), gran part del treball és força especulatiu, però sempre basant-se en lleis fonamentals de la física i (bio)química, o el coneixement actual de la biologia.
Un cas concret d'investigació astrobiològica actual és la recerca de vida a Mart. Existeix una creixent quantitat de proves que suggereixen que Mart va tenir antigament aigua a la seva superfície, la qual és considerada un indicador essencial per al desenvolupament de la vida.
Missions específicament dissenyades per a la recerca de vida en altres planetes són, per exemple, les del programa Viking, o les sondes Beagle 2, ambdues dirigides a Mart. Els resultats del Viking no van ser concloents, i la Beagle 2 va fallar a l'hora de transmetre, per la qual cosa es pressuposa que es va estavellar. Una futura missió, amb un més gran protagonisme de l'astrobiologia, serà el Jupiter Icy Moons Orbiter, o "orbitador de les llunes gelades jupiterianes", destinat a estudiar les llunes congelades del planeta Júpiter, en algunes de les quals es creu que hi podria existir aigua líquida.
La descoberta més recent és la protagonitzada per la Phoenix Mars Lander Mission, que ha demostrat l'existència d'aigua als pols del planeta vermell.

### Preguntes transcendentals
Algunes de les preguntes que busca respondre l'astrobiologia són: Què és la vida?, com va sorgir la vida a la Terra?, Com evoluciona i es desenvolupa la vida, si existeix o no vida extraterrestre?, i Quin és el futur de la vida a la Terra i en altres llocs, d'haver-la?. Aquestes preguntes fan que l'astrobiologia sigui una ciència amb profundes implicacions filosòfiques.

## Preguntes freqüents sobre astrobiologia

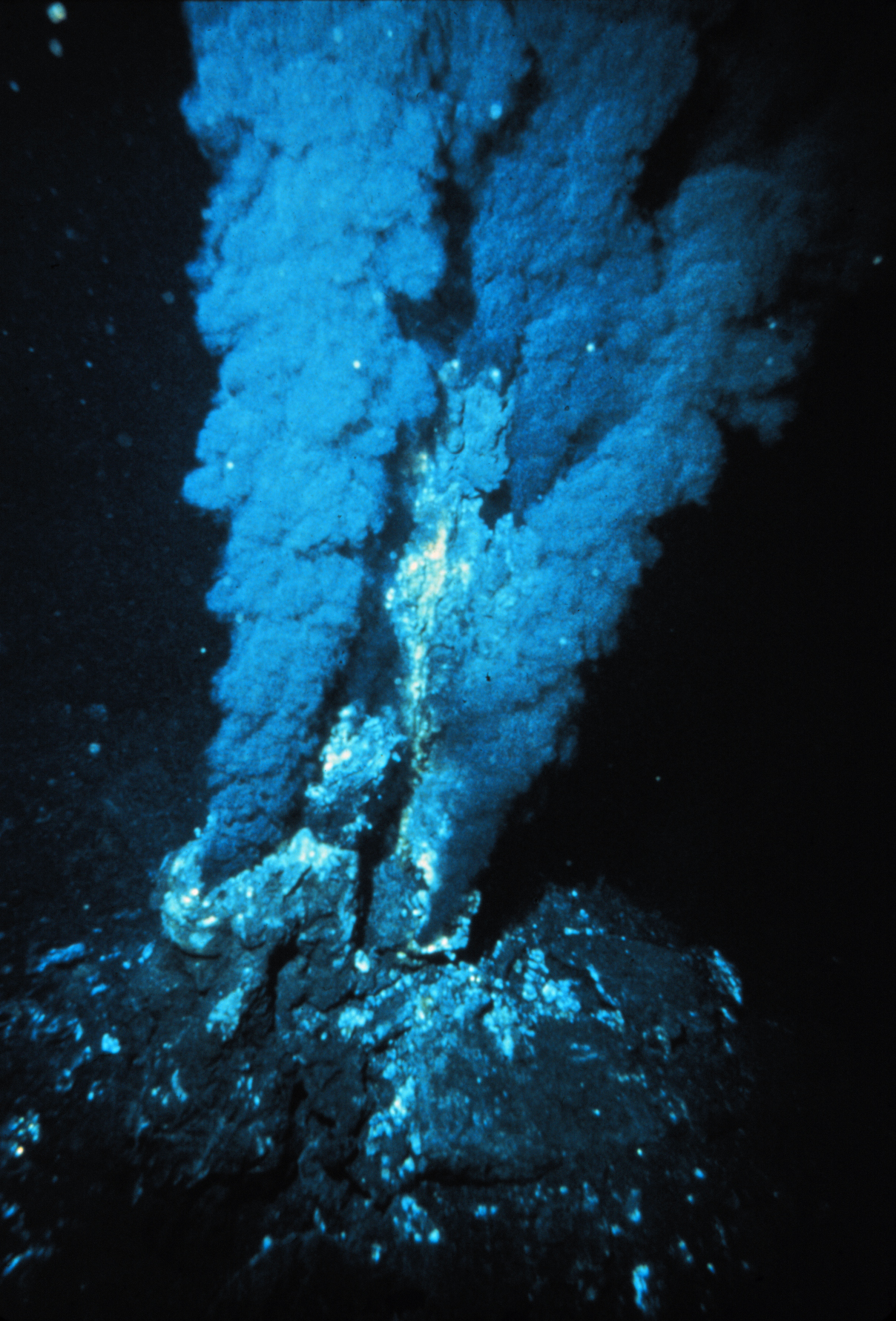
Fumarola negra en una fissura hidrotermal de la dorsal oceànica

### Objecte de la recerca
Principalment, bacteris o altres organismes microscòpics. Com no es tenen "mostres" de vida extraterrestre, la qual cosa es fa és estudiar alguns dels organismes de la Terra, coneguts com extremòfils. Alguns extremòfils viuen en llocs molt calents (com Pyrodictium un bacteri que viu en el sòl marí, a una temperatura de 105 °C), mentre que uns altres viuen dins de les roques, en llocs frígids, o bé s'alimenten de sofre o ferro.

### Llocs de recerca
A la Terra, s'estudia la vida en les fonts hidrotermals submarines, els estromatòlits que existeixen en llocs com Austràlia, o Cuatrociénegas a Mèxic. A Espanya, s'estudien els bacteris del riu Tinto.

### Planetes candidats a tenir vida
S'estan estudiant aquells llocs del sistema solar on es pensa que hi ha més probabilitats de trobar aigua líquida en forma estable. Est podria ser el cas del subsòl de Mart, de Europa, el satèl·lit gelat de Júpiter, baix la superfície gelada del qual podria existir un oceà d'aigua líquida, d'una de les llunes de Saturn, Tità, l'únic satèl·lit del Sistema Solar amb una atmosfera considerable, i el de Encèlad, una altra lluna de Saturn que mostra evidències de tenir aigua líquida a pocs metres de la superfície.

## Planetes fos del sistema solar
Preguntes secundàries, com l'existència de mons capaços d'acollir vida i els seus precursors químics, han tingut resultats més reeixits. Mitjançant la utilització de diferents mètodes s'ha conclòs que l'existència d'aquests planetes és més comú del que es pensava anteriorment, encara que aquests són usualment molt diferents a la Terra. S'ha suggerit que el sistema solar presenta una diagramación atípica, per la qual cosa una altra opinió postula que les recerques actuals han de dirigir-se cap a diagrames no solars. Mètodes de detecció millorats sumats a un temps major d'observació, sens dubte serviran per descobrir més sistemes planetaris, i possiblement, alguns com la Terra.
El progrés de l'astronomia infraroja i submil·limètrica ha incrementat la possibilitat de descobrir nous sistemes estel·lars. Recerques infraroges han descobert cinturons de pols i asteroides al voltant d'estels distants. Algunes imatges infraroges contenen, suposadament, imatges directes de planetes, encara que això encara està en discussió. La espectroscòpia infraroja i submil·limètrica han identificat un nombre creixent de substàncies químiques al voltant d'estels, la qual cosa sosté l'origen i manteniment de la vida.

### Missions espacials

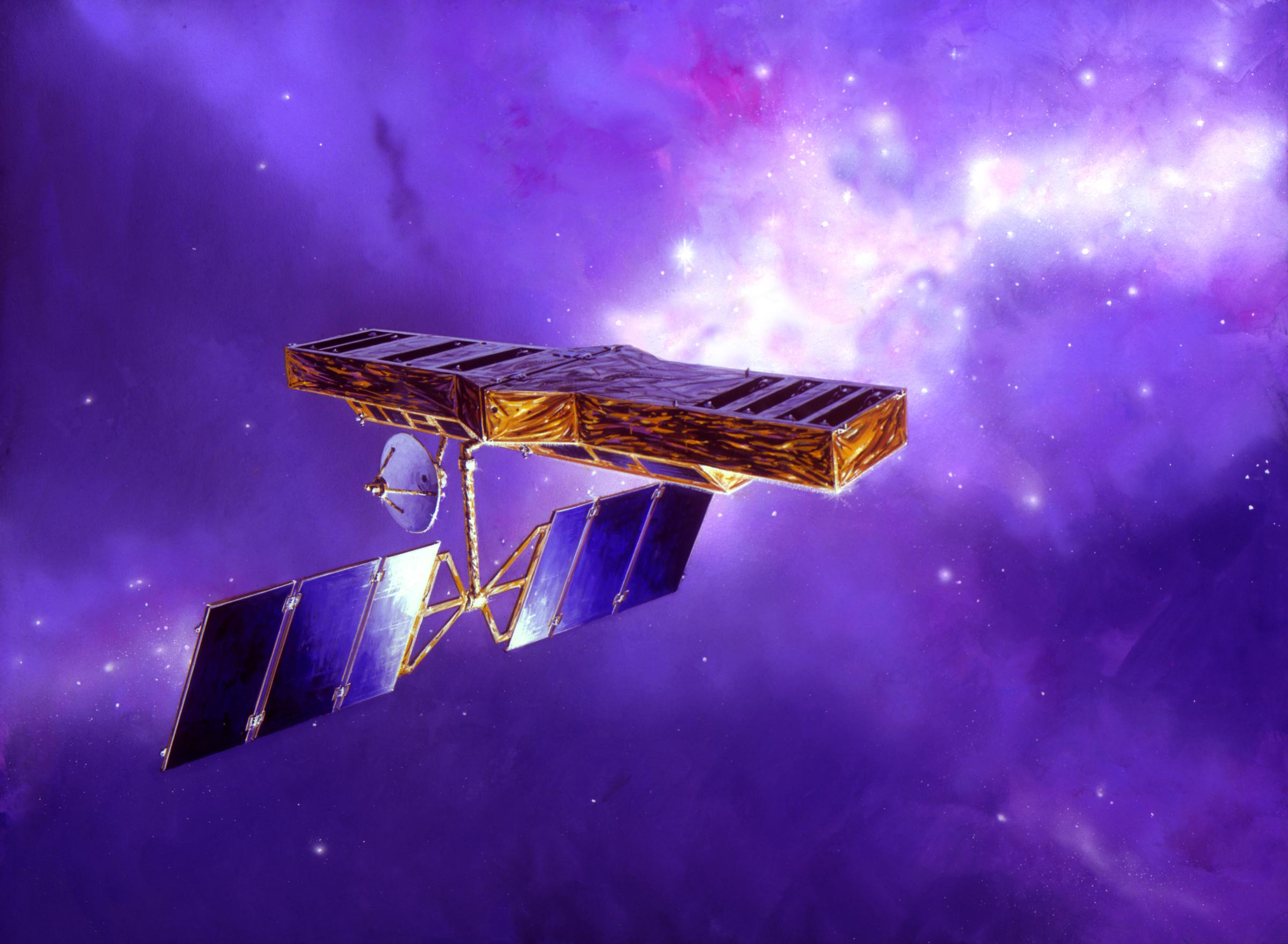
Concepció artística del telescopi SIM

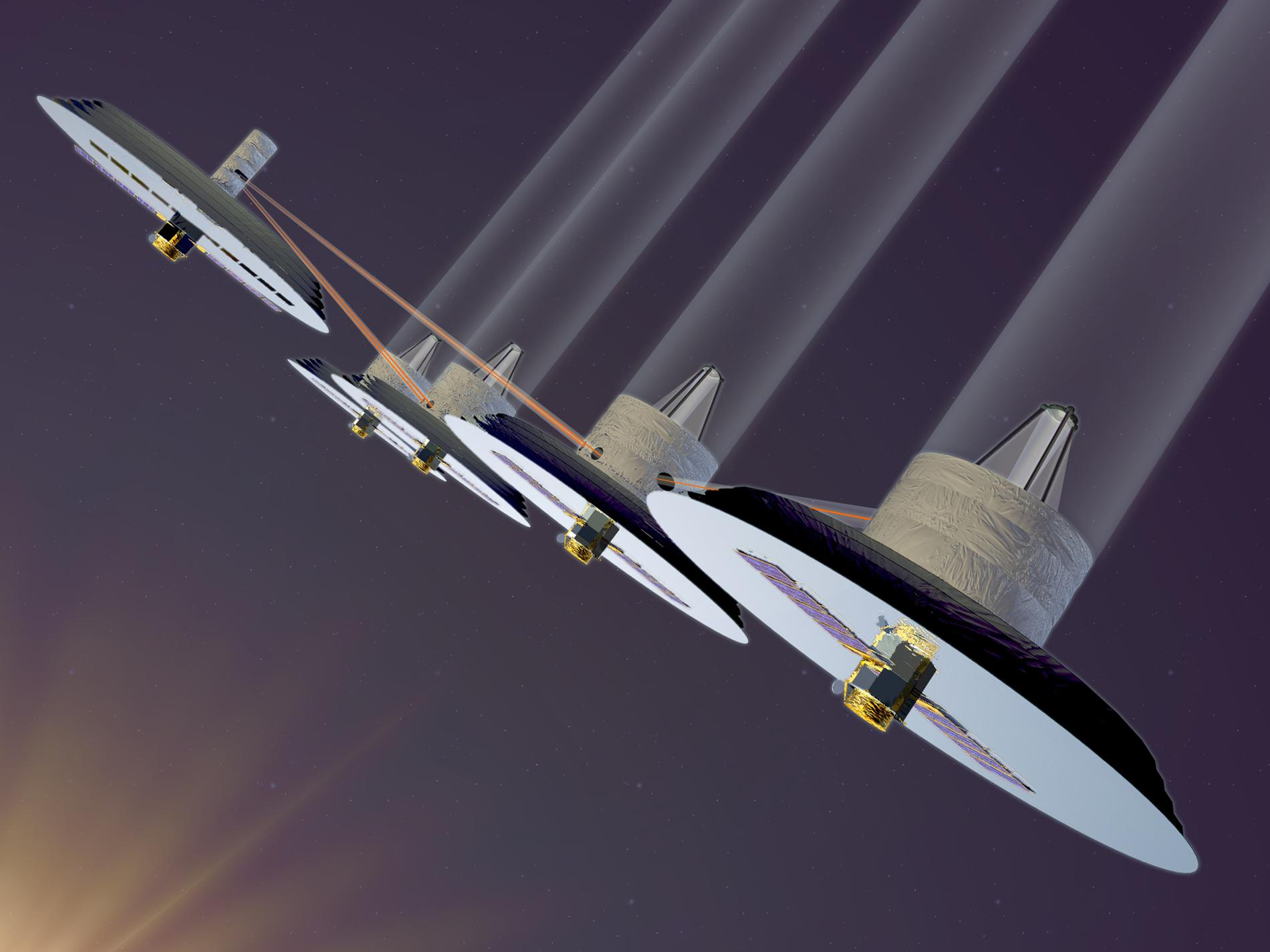
Concepció artística del Terrestrial Planet Finder.

#### Missió d'Interferometría Espacial (Space Interferometry Mission - SIM)
És un telescopi espacial que estava en desenvolupament per part de la NASA i Northrop Grumman; el seu objectiu principal és la detecció de planetes comparables a la Terra mitjançant l'ús de interferometria òptica. El projecte va ser aprovat en 1998 amb llançament programat per 2005, però est va ser interromput en cinc oportunitats a causa de qüestions pressupostàries.
Finalment, l'execució de la missió va ser posposada "indefinidament" el 2008.

#### Cercador de Planetes Terrestres (Terrestrial Planet Finder)
El Terrestrial Planet Finder (TPF) va ser un projecte de la NASA per a la creació d'un sistema de telescopis capaç de detectar planetes extrasolars similars a la Terra. El seu llançament ha estat posposat indefinidament.

## Resultat de la investigació

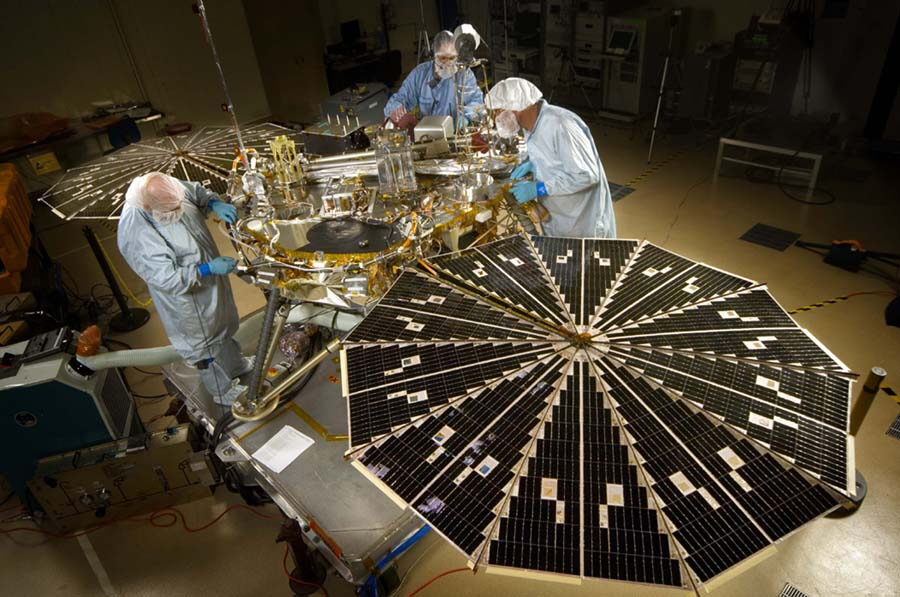
Phoenix Mars Lander

Avui en dia, no hi ha evidència definitiva de l'existència de vida l'origen de la qual no sigui terrestre. No obstant això, exàmens de meteorits antàrtics l'origen dels quals seria el planeta Mart, com el conegut ALH84001, han possibilitat la creença amb bases científiques de l'existència de microfòssils de vida extraterrestre, encara que sobre la interpretació d'aquestes suposades proves hi ha encara una gran controvèrsia. En el 2004, el senyal espectral del metà fou detectat a l'atmosfera marciana tant per telescopis posicionats sobre la superfície terrestre, com per la sonda Mars Express. El metà té un període de vida relativament curt a l'atmosfera marciana, per la qual cosa se suposa que hi ha d'haver una font recent d'aquest gas. Com no s'ha detectat activitat volcànica activa sobre la superfície de Mart (que podria generar el metà), alguns científics han especulat que la font podria ser vida microbiana.
En l'actualitat, es planegen missions futures a altres planetes, amb la finalitat d'explorar les possibilitats de vida en altres planetes dins del nostre sistema solar.
Preguntes secundàries, com l'existència de mons capaços d'acollir vida i els seus precursors químics, han tingut resultats més reeixits. Mitjançant la utilització de diferents mètodes, s'ha conclòs que l'existència d'aquests planetes és més comuna del que es pensava anteriorment, encara que aquests són usualment molt diferents al nostre. S'ha suggerit que el nostre sistema solar presenta una diagramació atípica, per la qual cosa altra opinió postula que les recerques actuals han de dirigir-se cap a diagrames no solars. Mètodes de detecció millorats sumats a un temps major d'observació, sens dubte serviran per a descobrir més sistemes planetaris, i possiblement, alguns com el nostre.
El progrés de l'astronomia infraroja i submilimètrica ha "obert" la possibilitat de descobrir nous sistemes estel·lars. Recerques infraroges han descobert cinturons de pols i asteroides al voltant d'estrelles distants. Algunes imatges infraroges contenen, suposadament, imatges directes de planetes, si bé això encara està en discussió. L'espectroscòpia infraroja i la submilimètrica han identificat un nombre creixent de substàncies químiques al voltant d'estrelles, la qual cosa sosté l'origen i manteniment de la vida.

## Astrogenòmica
El terme astrogenòmica és un concepte basat en la integració de dues branques importants de les ciències biològiques: Genòmica i astrobiologia. La genòmica, pot contribuir en la investigació de l'astrobiologia, abordant temes com l'origen i l'evolució de la vida a la Terra, com un exemple per entendre l'origen de la vida en qualsevol altre lloc de l'univers
Aquest terme va ser introduït per primera vegada per David S. Holmes, durant l'assistència al Congrés "Integrative Biology Summit-2013" realitzat el 5-7 d'agost de 2013 a la ciutat de Las Vegas (EUA), on va ser convidat com un dels expositors principals.

## Relació amb altres disciplines

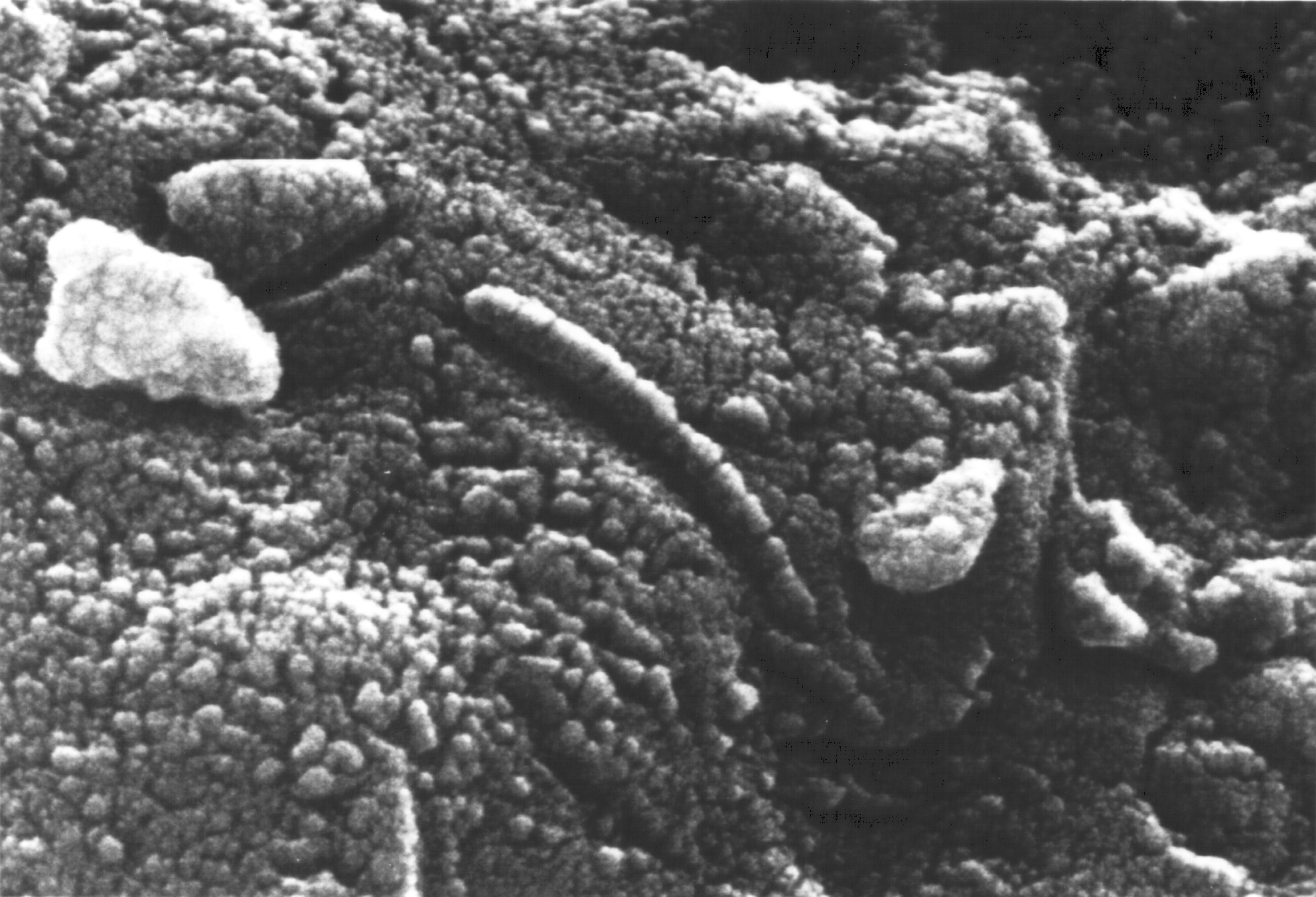
Mitjançant un microscopi electrònic es va revelar estructures en forma de cadena en el fragment de meteorit ALH 84001.

### Astrobiologia i ufologia
L'astrobiologia és una ciència constituïda i auxiliada per múltiples disciplines científiques i en observacions i fets comprovables, mentre que la ovnilogia o ufologia és una pseudociència que es basa en l'estudi dels ovnis amb base en el material fotogràfic, digital o altres proves que pretenen donar-li sustento.

### Ciència-ficció
Els termes «exobiologia» i «xenobiologia» són molt usats en la ciència-ficció. Tots dos termes poden usar-se de forma intercanviable, encara que pel seu ús s'implica que un exobiòleg és un teòric que especula sobre les possibles formes de vida extraterrestres, mentre que un xenobiòleg sol referir-se a un doctor o biòleg que és expert en la fisiologia de formes de vida extraterrestre, que es presumeixen conegudes en el context de la narració.